# 아이샤 오메르
아이샤 오메르(우르두어: عائشہ عمر, 영어: Ayesha Omer, 1981년 10월 12일 ~ )는 파키스탄의 배우, 모델, 가수, 화가이다.

## 같이 보기
- 파키스탄의 여자 배우 목록